# Рухча-2 (Столинский район)
Рухча-2 (бел. Ру́хча-2) — деревня в Столинском районе Брестской области Беларуси. В составе Рухчанского сельсовета.

## География
Рядом расположен агрогородок Рухча-1.

### Гидрография
На южно-западной окраине деревни расположено озеро Рухчанское.

## Население

### Численность
- 2019 год — 264 жителя

### Динамика
- 2019 год — 264 жителя (перепись населения)

## Известные лица
- Лемешевский, Иван Михайлович (род. 1949) — доктор экономических наук, профессор.
- Ноздрин-Плотницкий, Михаил Иванович (род. 1932) — экономист.